# Aghabullogue

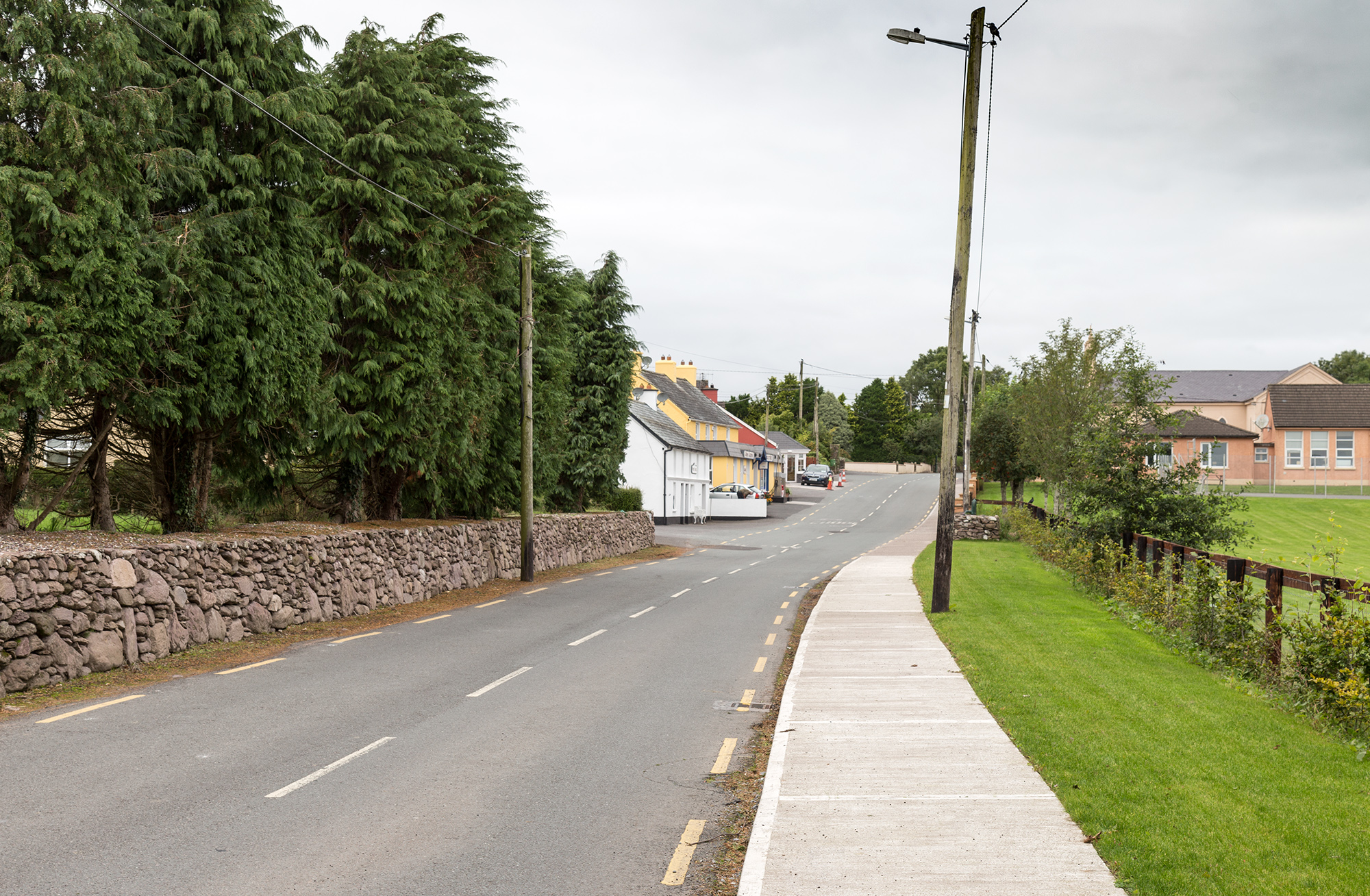
Huvudgatan genom Aghabullogue.

Aghabullogue (iriska: Achadh Bolg) är ett mindre samhälle i Cork i Republiken Irland. Aghabullogue ligger cirka 30 kilometer väster om Cork.